# Boksburg
Boksburg es una ciudad ubicada en el Rand del Este, en la provincia de Gauteng, Sudáfrica. Tiene un total de 471 121 habitantes. Toma su nombre del Secretario de Estado de la República Sudafricana, Willem Eduard Bok. La calle Main Reef conecta Boksburg con todas las otras ciudades mineras importantes en el Witwatersrand. Boksburg forma parte del Municipio Metropolitano de Ekurhuleni, que incluye gran parte del Rand del Este.
En 1887 se descubrió oro en el lugar. En el pasado Boksburg contó con estatus de municipio, adquirido en 1903. La ciudad cuenta actualmente con un diversificado centro industrial y minero. Se ha convertido en una de las ciudades productoras de oro más importantes en el Witwatersrand. 